# West Jefferson, Alabama
West Jefferson är en kommun (town) i Jefferson County i Alabama. Vid 2010 års folkräkning hade West Jefferson 338 invånare.
Officiellt fick West Jefferson status som kommun i oktober 1964.